# Késői korallgomba
A késői korallgomba (Ramariopsis subtilis) a palánkagombafélék családba tartozó, Európában és Észak-Amerikában, erdőkben, réteken élő, nem ehető gombafaj. 

## Megjelenése
A késői korallgomba termőteste 2-4 cm magas és 0,2-2 cm széles, alakja ritkás korallszerű. Ágai felállók, többszörösen elágaznak. Színe fehéres, sárgásfehér vagy nagyon halvány világosbarna; a csúcsán sárgásabb. Felszíne sima. 
Húsa fehéres, íze és szaga nem jellegzetes. Vas(II)-szulfát hatására zölden, feketészölden elszíneződik.
Spórapora fehér vagy halványsárga. Spórája nagyjából kerek, sima, mérete 3-4,5 x 3-4 µm.

### Hasonló fajok
Az árvalányhajgomba vagy a fésűs korallgomba hasonlíthat hozzá.   

## Elterjedése és termőhelye
Európában és Észak-Amerikában honos. 
Erdők avarjában vagy mohás gyepekben a fű között található meg. Az elhalt növényi szerves anyagokat bontja. Kora nyártól késő őszig terem. 

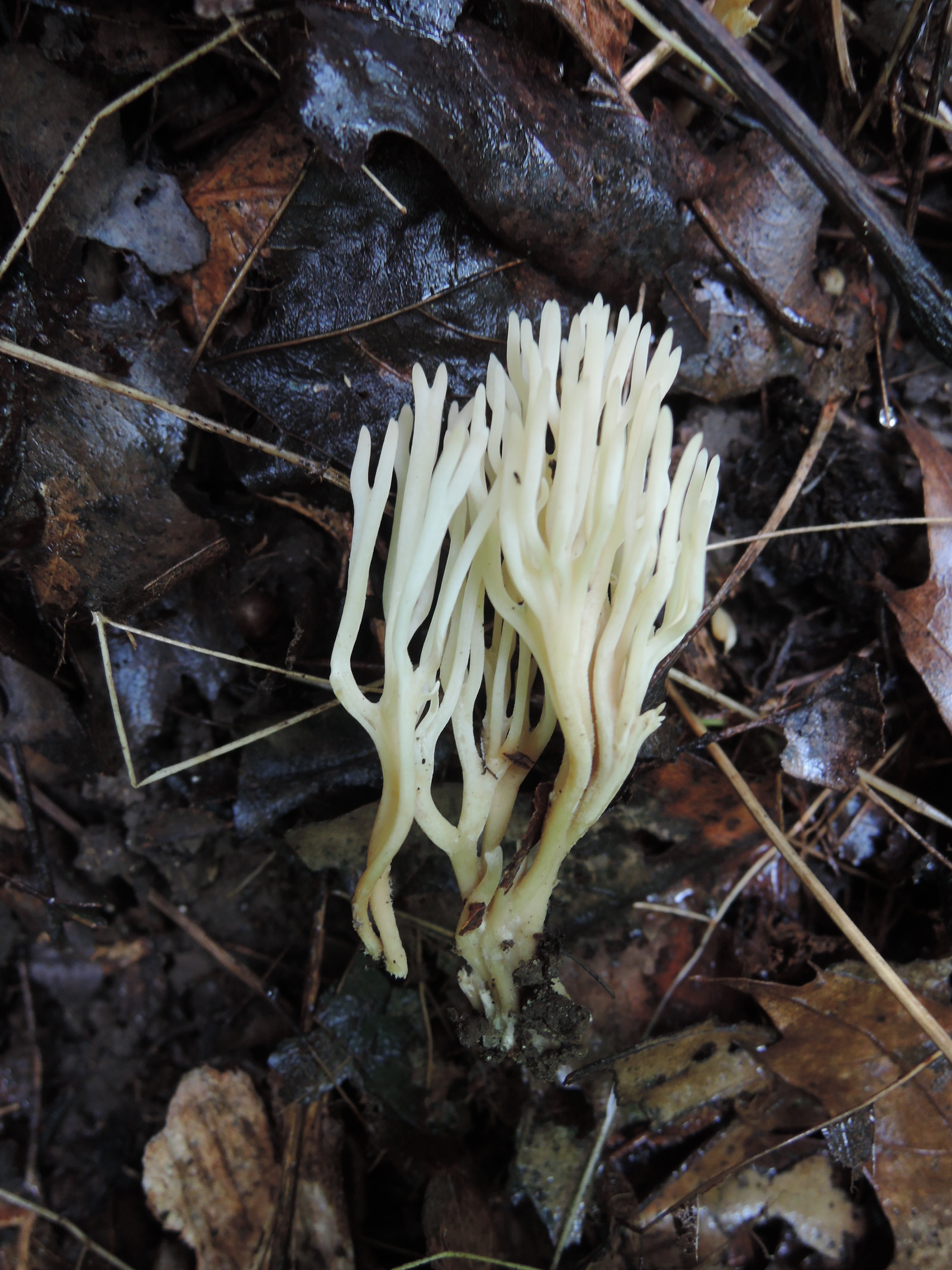
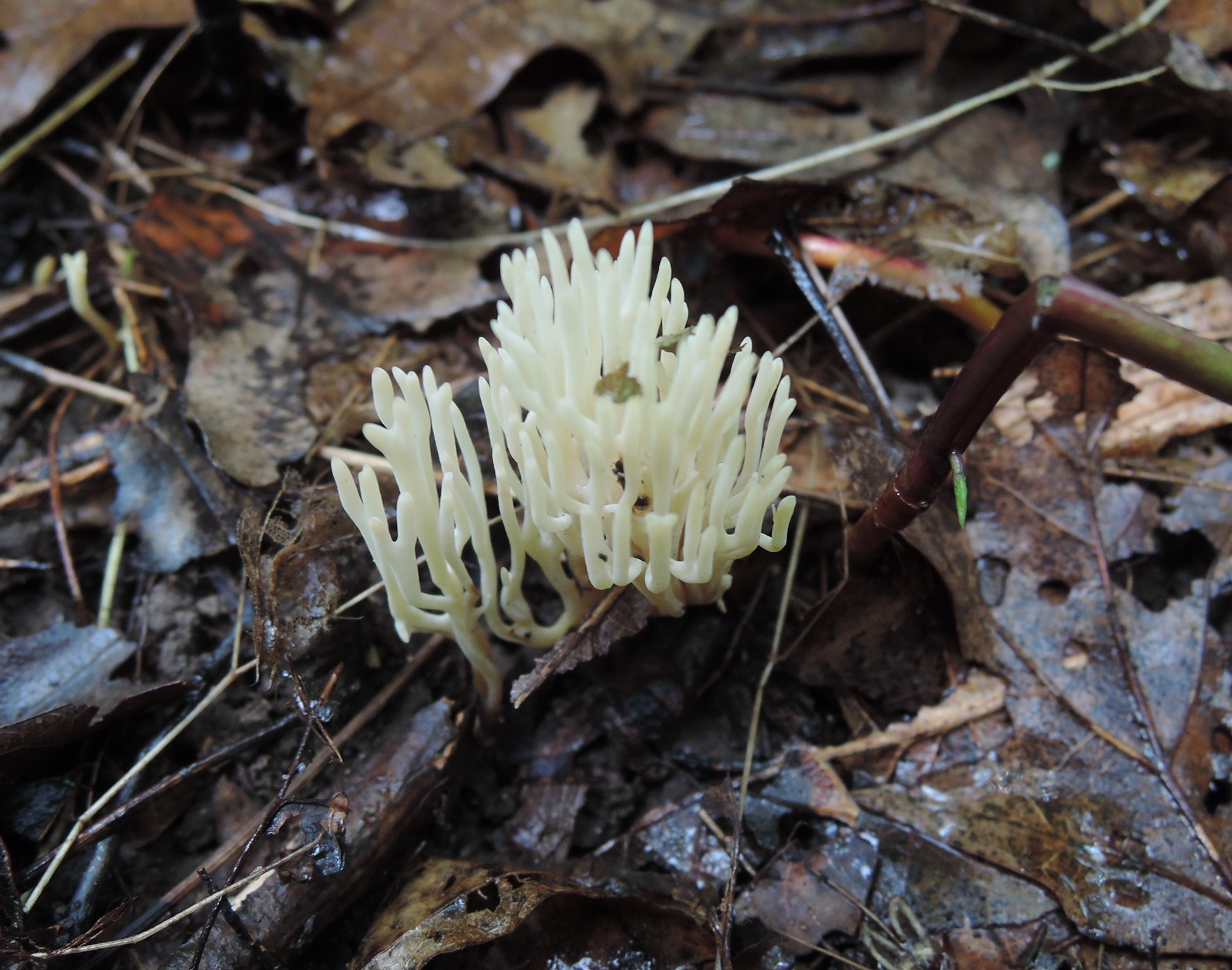

Nem ehető. 